# Thomas Kelati
Thomas Kelati (Walla Walla; 27 de septiembre de 1982) es un exjugador de baloncesto estadounidense de origen eritreo, de nacionalidad polaca, y que con 1,95 metros de altura, jugaba en la posición de escolta.

## Biografía

### Inicios
Kelati se formó en el Walla Walla High School. Posteriormente jugó en la NCAA en los Washington State Cougars de la Universidad Estatal de Washington. En la temporada 2005-2006 jugó en el Dexia Mons-Hainaut del Campeonato de Bélgica de Baloncesto, ganando la Copa de Bélgica de Baloncesto.

### Europa
Al año siguiente fichó por el Turów Zgorzelec de Polonia. Fue elegido para disputar el All-Star de la Liga de Polonia de baloncesto en 2007 y 2008, fue el mejor lanzador de triples de la liga en 2008, y resultó elegido MVP de la Liga la temporada 2006-07. 
En 2008 llegó al Unicaja Málaga, debutando en la ACB el 4 de octubre de 2008 contra el Real Madrid. Al finalizar la temporada 2008-09, el club malagueño no contó con el jugador y este firmó con el Olympiacos B.C. de la A1 Ethniki de Grecia. pero debido a que no pasó el control médico se rescindió dicho contrato. 
El 30 de septiembre de 2009 fue contratado por Los Angeles Lakers para formar parte del equipo durante los "training camp", aunque no consigue convencer a los técnicos angelinos para obtener una plaza en la plantilla de cara a la temporada 2009/10, por lo que el 4 de noviembre de 2009 llega a un principio de acuerdo con el Valencia Basket de la liga ACB, club en el que se convierte en uno de los referentes del equipo que llegó a conquistar la Eurocup de 2010.
En 2010 ficha por el BK Jimki de la liga rusa. En este club permanece durante dos temporadas consiguiendo ganar su segunda Eurocup. En su último año en Rusia finaliza con unas medias de 9,3 puntos y 2,3 rebotes.
En el mes de junio de 2012 se confirma su regreso al Valencia Basket, club con el que se compromete por dos temporadas.

### Selección nacional

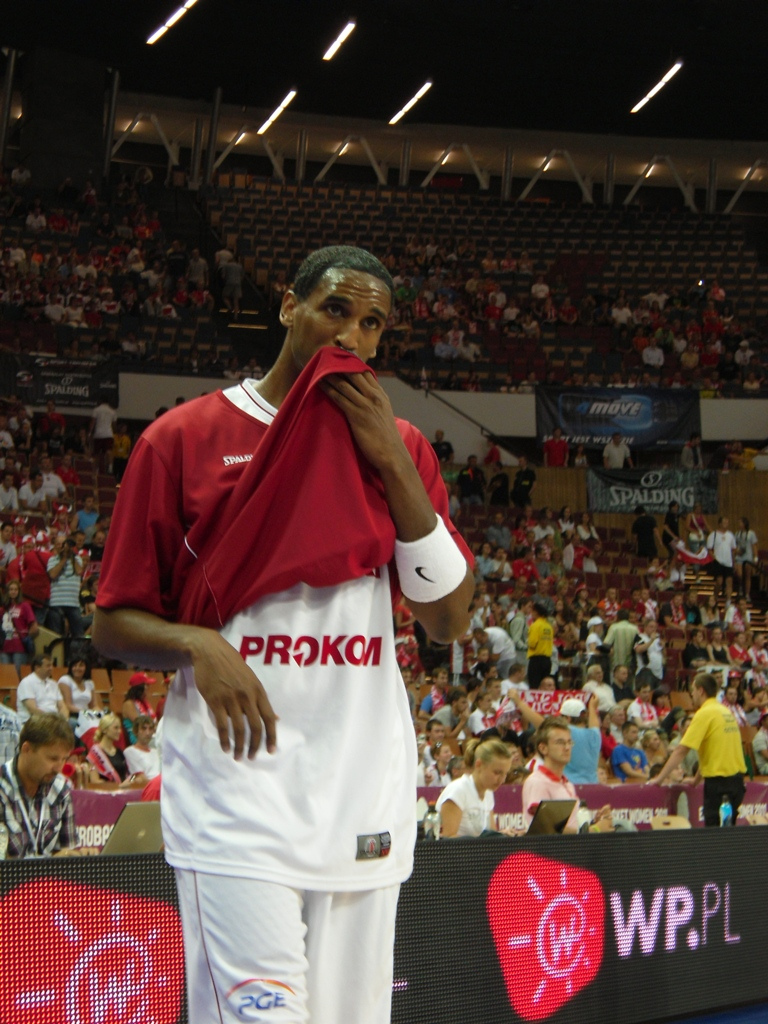
Kelati, con la Selección polaca en el Eurobasket 2011.

Tras obtener la nacionalidad polaca en 2010, el jugador se convirtió en un habitual de las convocatorias a la Selección nacional de dicho país. En 2011 disputó el Eurobasket de Lituania.

## Palmarés
- Campeón de la EuroCup 2012 con el BK Jimki.
- Campeón de la VTB United League 2011 con el BK Jimki.
- Campeón de la EuroCup 2010 con el Power Electronics Valencia.